# Parque nacional de Richtersveld
El Parque Nacional de Richtersveld se ubica en la provincia Septentrional del Cabo, en Sudáfrica. El parque posee variados paisajes, desde las llanuras arenosas planas, a las montañas escarpadas. En 2007 el Paisaje cultural y botánico de Richtersveld fue clasificado Patrimonio de la Humanidad por la Unesco.
Las temperaturas son extremas, y en verano pueden alcanzar más de 50 °C. La lluvia es un acontecimiento muy raro.
Su vegetación se caracteriza principalmente por unos árboles de gran altura que almacenan en su interior gran cantidad de agua en vejigas, disponiendo de bulbos subterráneos, y son de gran colorido. En su corteza contienen pelos pegajosos para atrapar la arena y protegerse del viento.
El pueblo Nama de Richtersveld reclama su derecho a su territorio tradicional y han separado estas tierras para su conservación, investigación y turismo. La parte norte de la zona fue proclamada en 1991 luego de 18 años de negociaciones entre el Consejo Nacional de Parques y el pueblo Nama que continúa viviendo y haciendo pastar su ganado en la zona. La misma abarca 1,624.45 km². Esta extensión de tierra permite que el pueblo Nama lleve a cabo su estilo de vida trashumante, migrando con su ganado durante las estaciones y vivan de lo que ofrece el ecosistema de la región. La reserva comunitaria se encuentra bordeada por el norte por el parque nacional Richtersveld (administrado por la comunidad de Richtersveld y la Administración de parques nacionales de Sudáfrica) la Reserva Natural Provincial Nababiep y una zona de pasturas comunitarias que permiten al pueblo Nama continuar con su estilo de vida.

## Fauna
Richtersveld presenta una serie de hábitats que sostienen un conjunto diverso de especies de mamíferos, reptiles, y aves.  
Entre las especies de mamíferos se cuentan antílope cabrío, duiker, steenbok, salta rocas, cebra de montaña Hartmann, babuino Chacma, cercopiteco verde, caracal y el leopardo africano. 
Los reptiles comprenden especies de víboras tales como víbora bufadora, cobra negra escupidora, y la víbora tigre Nama, y lagartos que en su mayoría son especies de Agama. Tierra adentro a menudo se observan especies de pájaros tejedores, palomas, y gallina de Guinea, aunque las especies de aves son más diversas durante la temporada de lluvias. 
La especie saltamontes longicornio que se encuentra amenazada (Africariola longicauda) es endémica de la zona. Además hay varias especies de arañas y escorpiones.

## Flora

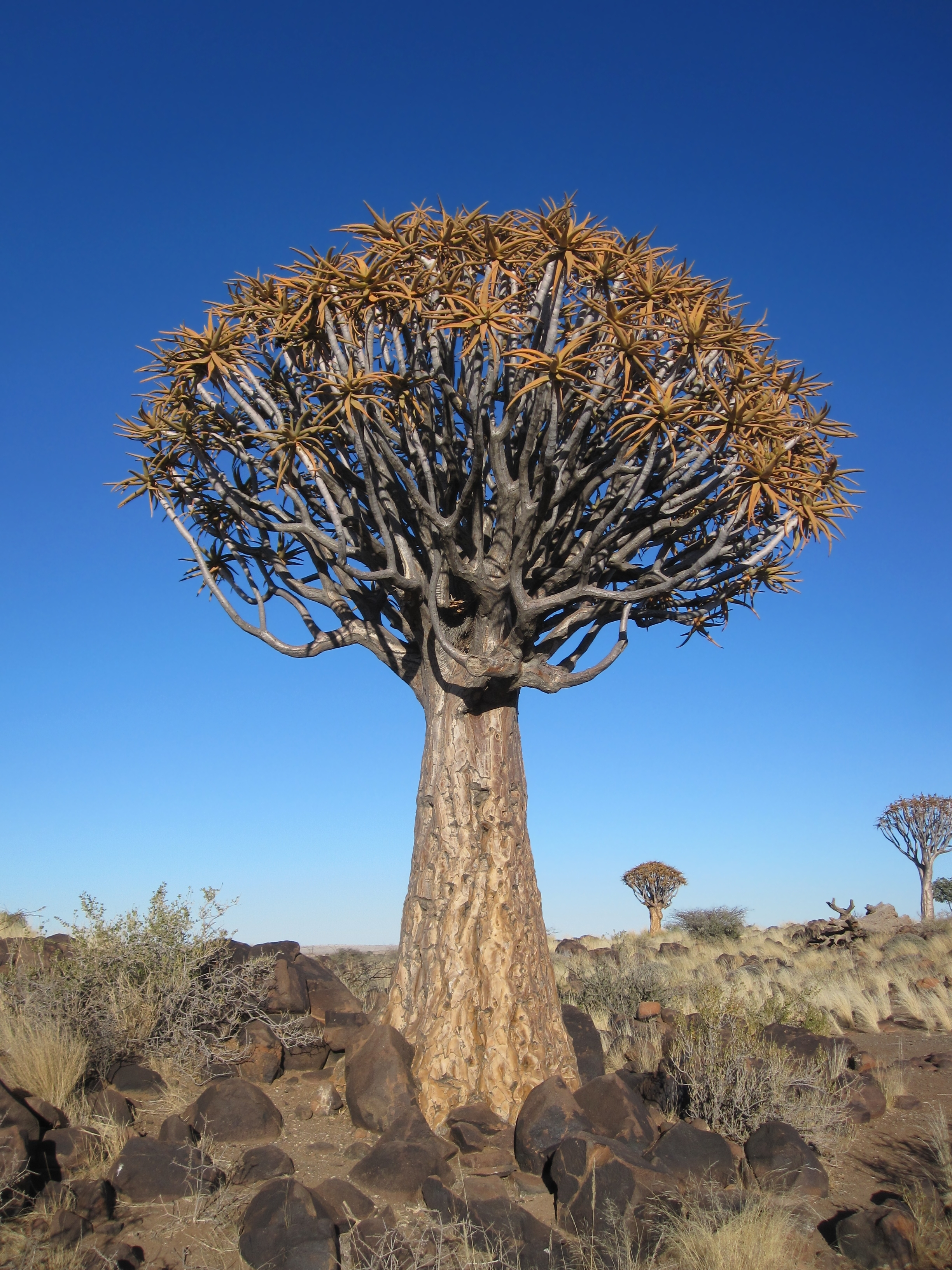
Árbol de kokerboom o Aloe dichotoma, un árbol de aloe.

En Richtersveld se han identificado unas 4 850 especies vegetales. El 40% de las mismas son endémicas en particular un gran número de especies de suculentas y de aloe.

La zona es hábitat de varias plantas raras, muchas de las cuales solo se encuentran aquí. Entre estas especies se destacan el "Halfmensboom" (Pachypodium namaquanum) que significa "árbol semi humano" , su denominación se debe a que la planta se asemeja a la forma de una persona. Estos árboles son venerados por el pueblo Nama como encarnaciones de sus ancestros, medio humanos, medio plantas, que añoran su antiguo hogar namibio. También se encuentran tres especies endémicas de árbol de aloe Aloidendron: A. dichotomum, A. pillansii y A. ramosissimum, a menudo denominados "kokerbooms".

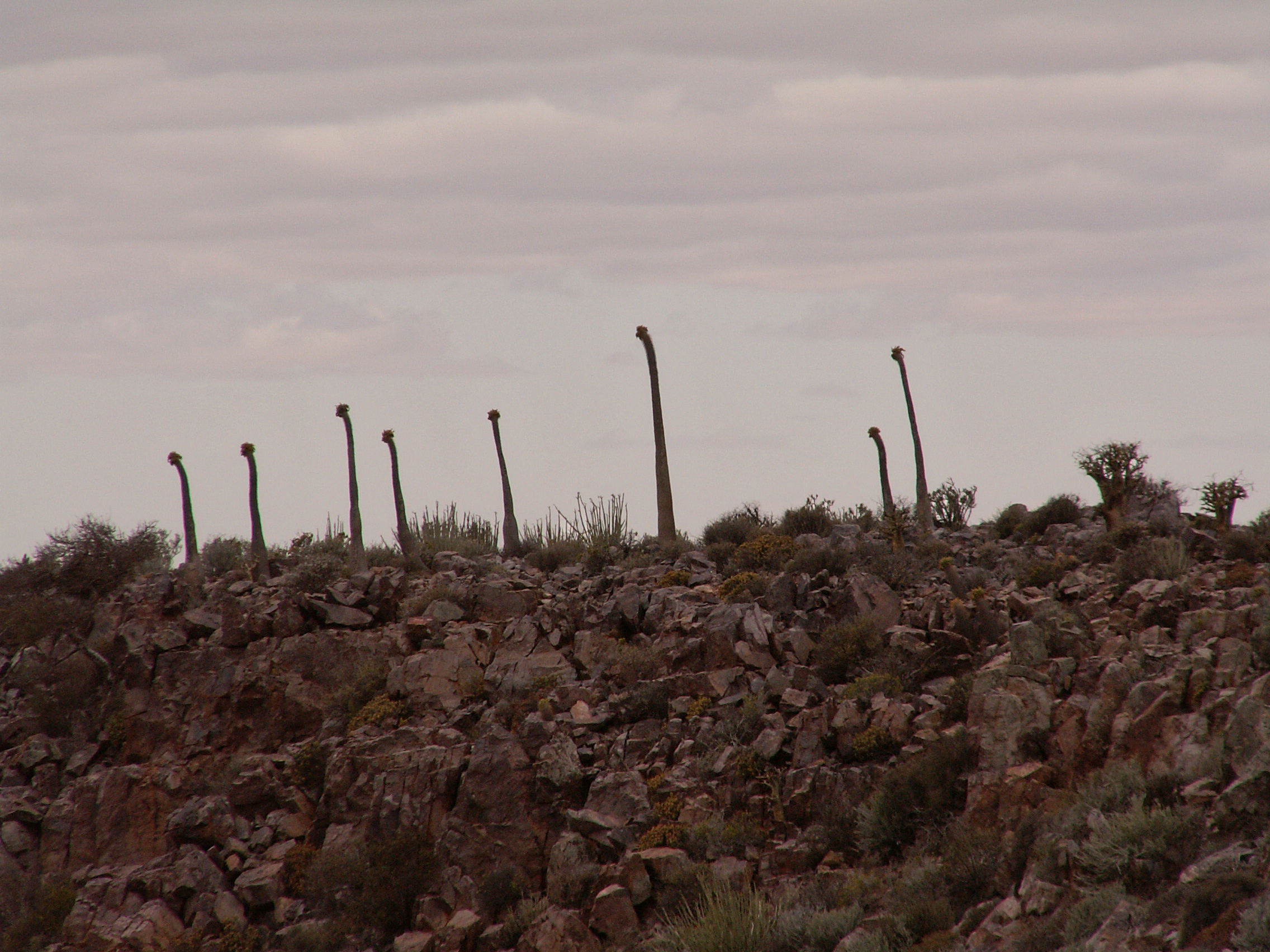
Halfmensboom